# 信川駅
信川駅（シンチョンえき、朝鮮語: 신천역）は、朝鮮民主主義人民共和国の黄海南道信川郡の駅で、殷栗線に属する。 

## 隣の駅
殷栗線
信川温泉駅 - 信川駅 - 黄海龍門駅